# 49109 Аґнесрааб
49109 Аґнесрааб (49109 Agnesraab) — астероїд головного поясу, відкритий 18 вересня 1998 року.
Тіссеранів параметр щодо Юпітера — 3,372.